# ناصر الهليل
ناصر بن عبد الله الهليل (1902-15 مارس 2021) مؤذن سعودي، يعد أقدم مؤذن في السعودية.

## وفاته
توفي في 15 مارس 2021م الموافق 2 شعبان 1442هـ في مركز البديع بمحافظة الأفلاج، عن عمر ناهز 118 عامًا؛ بعد معاناته مع المرض، بعد أن أمضى 80 عامًا من حياته مؤذنًا في جامع البطينة بالبديع.